# Benitoit
Benitoit (BaTi(Si3O9)) är ett blått, genomskinligt mineral, bestående av barium- och titansilikat, som finns i hydrotermiskt förändrad serpentinit. Den bildas i miljöer med låg temperatur och högt tryck som är typiska för subduktionszoner vid konvergenta plattgränser.

## Historik
Benitoit upptäcktes 1907 av prospektören James M. Couch i San Benito Mountains ungefär halvvägs mellan San Francisco och Los Angeles. På grund av dess liknande färg trodde Couch ursprungligen att det var safir, en variant av korund. År 1909 skickades ett prov till University of California, Berkeley, där mineralogen Dr. George D. Louderback kom fram till att det var ett tidigare okänt mineral. Korund (safir) har en definierad Mohs hårdhet på 9, medan benitoit är mycket mjukare. Han kallade den benitoit efter dess förekomst nära San Benitoflodens huvudfåra i San Benito County, Kalifornien.

## Egenskaper
Benitoitens hårdhet är 6,5 och densitet 3,65. Mineralet fluorescerar under kortvågigt ultraviolett ljus med ljusblå till blåvit färg. De mer sällan sedda klara till vita benitoitkristallerna fluorescerar rött under långvågigt UV-ljus. Benitoit förekommer endast i små kristaller, sällan över 7 karat, och slipas till prydnadsstenar, som dock är ovanliga då stenarna är sköra och svåra att slipa. Icke-pärlkristaller av benitoit kan ha en mycket sällsynt, sexkantig tvinnad form.

## Förekomst
Benitoit förekommer på ett antal isolerade platser globalt, men ädelstenskvalitetsmaterial har bara hittats i Kalifornien vid Benito Gem Mine där det först upptäcktes. Det har identifierats korrekt i Montana, Arkansas, Japan och Australien även om de bildades under något olika förhållanden och bara växer sig tillräckligt stora för att betraktas som ett tillbehörsmineral. År 1985 utsågs benitoiten till Kaliforniens officiella statspärla.

### Samverkande mineraler
Benitoit förekommer vanligtvis med en ovanlig uppsättning mineraler, tillsammans med mineraler som utgör dess värdsten. Ofta förenade mineraler är natrolit, neptunit, joakinit, serpentin och albit. I San Benito-förekomsten finns det i natrolitvener i glaukophanskiffer i en serpentinitkropp. I Japan förekommer mineralet i magnesio-riebeckit-kvarts-flogopit-albit-gropar som skär in i en serpentinitkropp.

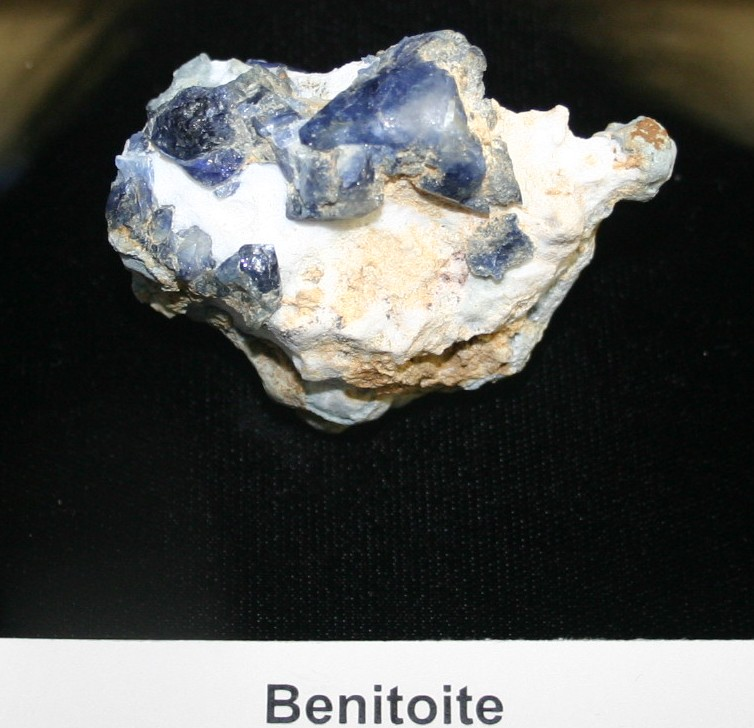
Blå benitoitkristaller på vit natrolite, Dallas Gem Mine, San Benito Co., California, US
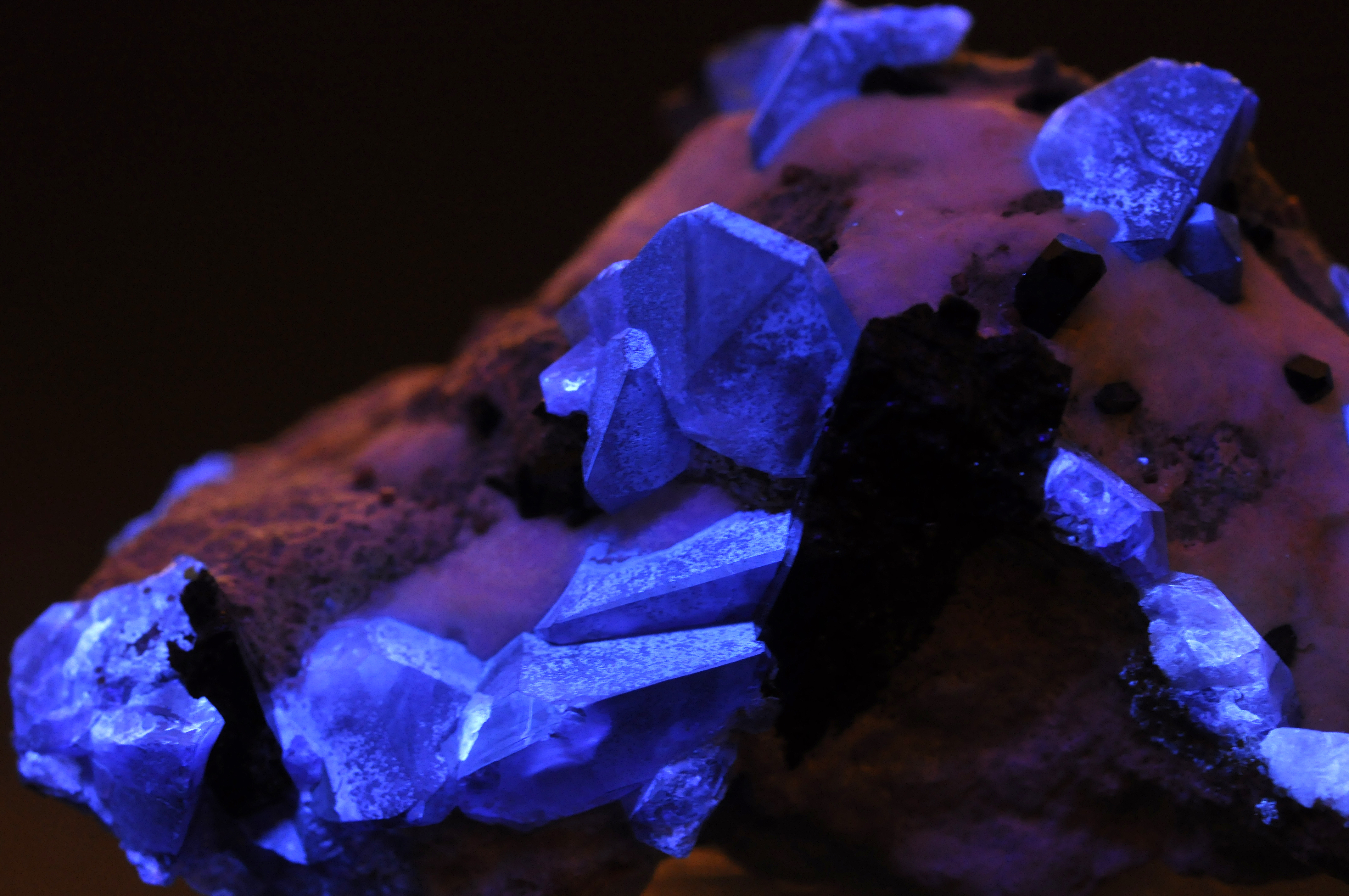
Benitoitkristller under UV-ljus